# Kim Hyeon-jun
Kim Hyeon-jun (김현준?; 3 giugno 1960 – Seongnam, 2 ottobre 1999) è stato un cestista e allenatore di pallacanestro sudcoreano.

## Carriera
Da giocatore con la Corea del Sud ha disputato i Giochi di Seul 1988 e due edizioni dei Campionati del mondo (1986, 1990).